# Seznam členů třetí Grónské zemské rady
Třetí Grónská zemská rada se sešla čtyřikrát:
| Severní inspektorát Grónska  | Jižní inspektorát Grónska        |
| ---------------------------- | -------------------------------- |
| 7. srpna – 11. srpna 1923    | 11. července – 18. července 1923 |
| 7. srpna – 11. srpna 1924    | 26. července – 1. srpna 1924     |
| 6. srpna – 15. srpna 1925    | 27. Juni – 1. července 1925      |
| 21. července – 4. srpna 1926 | 10. července – 15. července 1926 |

## Členové
| Severní inspektorát Grónska | Severní inspektorát Grónska | Severní inspektorát Grónska | Severní inspektorát Grónska | Severní inspektorát Grónska | Severní inspektorát Grónska | Severní inspektorát Grónska | Severní inspektorát Grónska | Severní inspektorát Grónska                       |
| Volební obvod               | Jméno člena                 | Rok narození                | Povolání                    | 1923                        | 1924                        | 1925                        | 1926                        | Poznámka                                          |
| --------------------------- | --------------------------- | --------------------------- | --------------------------- | --------------------------- | --------------------------- | --------------------------- | --------------------------- | ------------------------------------------------- |
| 1                           | Gerth Geisler               | 1882                        | Udstedsverwalter            | •                           | •                           | •                           | •                           |                                                   |
| 1                           | Aron Olsen                  | ?                           | Katecheta                   |                             |                             |                             |                             |                                                   |
| 2                           | Karl Hendriksen             | 1869                        | Sběrač                      | •                           | •                           | •                           | •                           |                                                   |
| 2                           | Peter Lundblad              | 1887                        | Lovec                       |                             |                             |                             |                             |                                                   |
| 3                           | Isak Abelsen                | 1879                        | Lovec                       | •                           | •                           | •                           | •                           |                                                   |
| 3                           | Johannes Olsen              | ?                           | Lovec                       |                             |                             |                             |                             |                                                   |
| 4                           | Julius Petersen             | 1880                        | Lovec                       | •                           | •                           | •                           | •                           |                                                   |
| 4                           | Ludvig Olsvig               | ?                           | Lovec                       |                             |                             |                             |                             |                                                   |
| 5                           | Ludvig Siegstad             | 1873                        | Lovec                       | •                           | •                           | •                           | •                           |                                                   |
| 5                           | Karl Sivertsen              | ?                           | ?                           |                             |                             |                             |                             |                                                   |
| 6                           | Jonas Zethsen               | 1881                        | Lovec                       | •                           | •                           |                             | •                           |                                                   |
| 6                           | Isak Nikolajsen             | ?                           | ?                           |                             |                             |                             |                             |                                                   |
| 7                           | Isak Kleist                 | 1894                        | Lovec                       | •                           | •                           | •                           | •                           |                                                   |
| 7                           | Hendrik Stork               | ?                           | ?                           |                             |                             |                             |                             |                                                   |
| 8                           | Karl Lyberth                | 1894                        | horník                      | •                           | •                           |                             |                             |                                                   |
| 8                           | Jonas Cortzen               | 1874                        | Lovec                       |                             |                             |                             | •                           |                                                   |
| 9                           | Pavia Pollas                | 1885                        | Vedoucí                     | •                           | •                           |                             | •                           |                                                   |
| 9                           | Johan Henningsen            | 1876                        | Lovec                       |                             |                             |                             |                             |                                                   |
| 10                          | Jonas Jonathansen           | 1887                        | Lovec                       | •                           | •                           |                             | •                           |                                                   |
| 10                          | Johan Lange                 | 1886                        | Udstedsverwalter            |                             |                             |                             |                             |                                                   |
| 11                          | Hans Hansen                 | 1890                        | Starší Katecheta            | •                           | •                           |                             | •                           |                                                   |
| 11                          | Hans Løvstrøm               | ?                           | ?                           |                             |                             |                             |                             |                                                   |
| 12                          | Karl Christiansen           | 1890                        | Katecheta                   | •                           | •                           |                             | •                           |                                                   |
| 12                          | Tobias Heilmann             | 1873                        | Katecheta                   |                             |                             |                             |                             |                                                   |
| Jižní inspektorát Grónska   |                             |                             |                             |                             |                             |                             |                             |                                                   |
| Volební obvod               | Jméno člena                 | Rok narození                | Povolání                    | 1923                        | 1924                        | 1925                        | 1926                        | Poznámka                                          |
| 1                           | Kristian Hammeken           | 1889                        | Udstedsverwalter            | •                           | •                           |                             | •                           |                                                   |
| 1                           | Josva Kleist                | 1879                        | Starší Katecheta            |                             |                             | •                           |                             |                                                   |
| 2                           | Kristoffer Salomonsen       | 1880                        | Lovec                       | •                           | •                           | •                           | •                           |                                                   |
| 2                           | Jens Lund                   | ?                           | Udstedsverwalter            |                             |                             |                             |                             |                                                   |
| 3                           | Isak Lund                   | 1889                        | Starší Katecheta            | •                           | •                           | •                           | •                           |                                                   |
| 3                           | Frederik Nielsen            | 1880                        | Udstedsverwalter            |                             |                             |                             |                             |                                                   |
| 4                           | John Høegh                  | 1890                        | Kovář                       | •                           | •                           | •                           | •                           |                                                   |
| 4                           | Josef Kleist                | ?                           | Udstedsverwalter            |                             |                             |                             |                             |                                                   |
| 5                           | Henrik Lund                 | 1875                        | Starší Katecheta            | •                           | •                           | •                           | •                           |                                                   |
| 5                           | Jokum Motzfeldt             | 1883                        | Lovec                       |                             |                             |                             |                             |                                                   |
| 6                           | Peter Albrechtsen           | 1891                        | Lovec                       | •                           | •                           | •                           | •                           |                                                   |
| 6                           | Kristian Petersen           | ?                           | ?                           |                             |                             |                             |                             |                                                   |
| 7                           | Esekiel Berthelsen          | 1882                        | Lovec                       | (•)                         | ―                           | ―                           | ―                           | Volby 1923 neplatné; doplňovací volby se nekonaly |
| 7                           | Asser Berthels              | 1885                        | Lovec                       |                             | •                           | •                           | •                           | Náhradník za Berthelsensa Platze                  |
| 8                           | Kristoffer Lynge            | 1894                        | Drucker                     | •                           | •                           | •                           | ―                           | 1925 odstoupil                                    |
| 8                           | Jonathan Petersen           | 1881                        | Lektor v semináři           |                             |                             |                             | •                           |                                                   |
| 9                           | Ole Petersen                | 1894                        | Udstedsverwalter            | •                           | •                           | •                           |                             |                                                   |
| 9                           | Peter Petersen              | 1891                        | Lovec                       |                             |                             |                             | •                           |                                                   |
| 10                          | Karl Rosing                 | 1878                        | Lovec                       | •                           | •                           |                             | •                           |                                                   |
| 10                          | Karl Kreutzmann             | 1889                        | Lovec                       |                             |                             |                             |                             |                                                   |
| 11                          | Simon Olsen                 | 1879                        | Katecheta                   | •                           | •                           | •                           | ―                           | 1926 odstoupil                                    |
| 11                          | David Olsen                 | 1870                        | Udstedsverwalter            |                             |                             |                             | •                           |                                                   |